# (4100) Sumiko
(4100) Sumiko ist ein Hauptgürtelasteroid, der am 16. Januar 1988 von Tsutomu Hioki und Nobuhiro Kawasato von der Sternwarte in Okutama aus entdeckt wurde.
Der Asteroid wurde nach Sumiko Hioki, der Ehefrau von Tsutomu Hioki, benannt.